# ماروخا مايو
ماروخا مايو
(وُلدت باسم آنا ماريا جوميث جونثاليس، فيفيرو، لوجو، 5 يناير 1902 - مدريد، 6 فبراير 1995) كانت رسامة سريالية إسبانية. تُعتبر من فناني جيل 27 ضمن ما يُعرف بالطليعة الداخلية الإسبانية.

## المسيرة الفنية

### البدايات
كانت ماروخا مايو الابنة الرابعة من بين أربعة عشر ابنًا لرجل الجمارك المدريدي خوستو جوميث مايو وزوجته ماريا ديل بيلار جونثاليس لورينثو. وكان النحات كريستينو مايو (المولود في توي عام 1905) أحد إخوتها، حيث استخدم كلاهما لقب والدهم الثاني كاسم فني.
بسبب عمل والدها، كانت العائلة تنتقل كثيرًا، وبعد ولادة شقيقها، انتقلت إلى أفيليس، حيث استقرت بين عامي 1913 و1922. هناك، بدأت مايو دراستها في مدرسة الفنون والحرف وأخذت دروسًا خاصة، كما أقامت صداقة مع الرسام المحلي لويس بايون.
في عام 1922، عندما بلغت العشرين من عمرها، انتقلت عائلتها إلى مدريد، حيث التحقت بالأكاديمية الملكية للفنون الجميلة في سان فرناندو وبقيت فيها حتى عام 1926، تمامًا كما فعل شقيقها كريستينو منذ عام 1923، بينما حضرا أيضًا الأكاديمية الحرة لخوليو مويسيس.
في مدريد، كانت لها علاقة رومانسية مع إميليو ألادرين، لكنه تركها من أجل فيديــريكو جارثيا لوركا. كما اختلطت بكبار الفنانين والأدباء والسينمائيين من جيل 27، مثل كونشا مينديث، سلفادور دالي، إرنيستو خيمينيث كاباييرو، جريجوريو برييتو، جارثيا لوركا، مارجريتا مانسو، لويس بونويل، ماريا ثامبرانو، ورافائيل ألبرتي، الذي كانت تربطها به علاقة حتى التقى بالأديبة ماريا تيريسا ليون.
كانت رسامة موهوبة، غريبة الأطوار، جمهورية متحمسة، وتجسيدًا لصورة المرأة الحرة والمتحررة. وصفها سلفادور دالي بأنها "نصف ملاك، نصف قشرة بحرية". كما كانت عضوًا نشطًا في نادي لايسيوم النسائي.
ارتبط اسمها بحركة "النساء بلا قبعات"، التي تحدت التقاليد المجتمعية في إسبانيا. وروت مايو حادثة طريفة حول ذلك:
"ذات يوم، خطرت لنا فكرة أنا، فيديريكو (لوركا)، دالي، ومارجريتا مانسو - زميلة أخرى في الدراسة - أن نخلع قبعاتنا. وعندما مررنا عبر بوابة الشمس، رُجمنا بالحجارة وتعرضنا للإهانات، وكأننا قمنا باكتشاف مماثل لما فعله كوبرنيكوس أو جاليليو."
في عام 1927، وهو العام الذي توفيت فيه والدتها، شاركت ماروخا مايو بشكل فعال في المدرسة الأولى في فاييكاس، وهي مبادرة "تشكيلية-شعرية" أسسها النحات ألبرتو سانشيث والرسام بنخامين بالينثيا.
خلال عقد العشرينيات، عملت ماروخا مايو أيضًا في العديد من المجلات الأدبية، مثل ريبيستا دي أوكثيدينتي ، ولا جاثيتا ليتيراريا ، و المانكي ليتيراريو ، كما صممت أغلفة عدة كتب.
في عام 1928، نظم الفيلسوف أورتيجا إي جاسيت معرضها الأول في صالونات مجلة ريبيستا دي أوكثيدينتي ، وحقق نجاحًا كبيرًا. عرضت خلاله عشرة لوحات زيتية تصور قرى مشمسة، مصارعين للثيران، ونساء مدريد التقليديات، بالإضافة إلى مطبوعات ملونة تعكس مشاهد من الآلات، والرياضة، والسينما في أوائل القرن العشرين.
كان المعرض حدثًا ثقافيًا بارزًا في مدريد. في تلك الفترة، كانت أعمال مالو تتبع أسلوب "الموضوعية الجديدة" أو "الواقعية السحرية"، وهو اتجاه نظّر له الناقد فرانز روه في كتابه الصادر عام 1925.

#### الثلاثينيات والحرب الأهلية
كانت ماروخا مايو على علاقة عاطفية مع رافائيل ألبرتي استمرت خمس سنوات حتى عام 1931، وخلال هذه الفترة تعاونا بشكل مكثف في مشاريع فنية. من بين أعمالهما المشتركة:
تصميم ديكورات المسرحيات سانتا كاسيلدا (1930) ولا باخارا بينتا (نُشرت عام 1932).
مشاركتها في كتب مثل Yo era un tonto y lo que he visto me ha hecho dos tontos (1929) وSermones y moradas (1930).
في تلك السنوات، رسمت سلسلة المجارير والأبراج، والتي تأثرت بأفكار مدرسة فاييكاس التي كانت جزءًا منها.
في عام 1932، حصلت على منحة من مجلس توسيع الدراسات وسافرت إلى باريس، حيث تعرفت على كبار الفنانين السرياليين، مثل:
رينيه ماجريت، ماكس إرنست، خوان ميرو، وجورجيو دي تشيريكو.
شاركت في صالونات فكرية مع أندريه بريتون وبول إيلوار.
في نفس العام، أقامت أول معرض لها في باريس في جاليري بيير، حيث بدأت مرحلتها السريالية. تطورت لوحاتها بشكل جذري وبلغت مستوى عاليًا من الإتقان، حتى أن أندريه بريتون اشترى منها عام 1932 لوحة "فزاعة" (Espantapájaros)، التي كانت قد رسمتها عام 1929، وتُعتبر اليوم واحدة من أعظم لوحات السريالية.
كما توطدت صداقتها مع بريتون، الذي عرّفها على شخصيات بارزة مثل:
جان كاسو، بيكاسو، أراجون، جان آرب، ورينيه ماجريت.
انضمت إلى مجموعة "التجريد-الإبداع" (Abstracción-Création)، التي كان من بين أعضائها خواكين توريس جارثيا.
عادت إلى مدريد عام 1933 وانضمت إلى جمعية الفنانين الإيبيريين، كما اشترت الحكومة الفرنسية إحدى لوحاتها لعرضها في المتحف الوطني للفن الحديث في باريس.
دخلت في مرحلة جديدة من الاهتمام بالهندسة والنظام الداخلي للطبيعة.
في نفس العام، كرّست ماروخا مايو، التي كانت ملتزمة بالجمهورية، نفسها لثلاثة مجالات تدريسية، حيث عملت أستاذةً لمادة الرسم في معهد أريفالو (حيث حصلت على كرسي مادة الرسم)، وفي معهد المدرسة بمدريد، وفي مدرسة السيراميك بمدريد، حيث قامت بتصميم مجموعة من الأطباق التي لم يتم الاحتفاظ بها. ولإنجاز هذه الأعمال، كانت قد درست الرياضيات والهندسة بهدف توظيف تلك المعرفة في فن السيراميك.
كانت على علاقة عاطفية مع ميجيل إرناندث، الذي خططت معه لكتابة المسرحية أبناء الحجر (Los hijos de la piedra)، المستوحاة من أحداث كاساس بييخاس وأستورياس. وبفضل تأثير مايو، أدرج الشاعر أربع قصائد منفصلة من البرق الذي لا يتوقف تحت عنوان صورة من أثرك، بالإضافة إلى 18 قصيدة من أصل 30 في هذا العمل. في عام 1934، التقت مجددًا ببابلو نيرودا، الذي كانت قد عرفته سابقًا في باريس.
خلال عام 1935، أعدت الديكور والأزياء لأوبرا كلافيليينيو للموسيقي رودولفو هالفتر، التي لم تُعرض أبدًا.
ابتداءً من عام 1936، بدأت مرحلتها البنائية، بينما استمرت في عرض أعمالها مع الفنانين السرياليين في لندن وبرشلونة. كما شاركت في التدريس ضمن البعثات التربوية، التي قربتها من موطنها جاليثيا، حيث اندلعت الحرب الأهلية بعد بضعة أشهر.
في مايو 1936، أقامت معرضها الفردي الثالث بتنظيم من أتلان في مركز الدراسات والمعلومات حول البناء في شارع كارييرا دي سان خيرونيمو بمدريد، حيث عرضت سلسلة مكونة من 16 لوحة بعنوان المجاري والأبراج، وسلسلة من 12 عملًا بعنوان هندسات معمارية معدنية ونباتية، بالإضافة إلى 16 رسمًا لـ منشآت ريفية، والتي نشرتها مكتبة كلان عام 1949 مع مقدمة كتبها جان كاسو.
في تلك الفترة، أقامت مع أنخيل بلانييس معرضًا دوليًا للسريالية في جاليريات نيو بيرلينجتون بلندن.
مع اندلاع الحرب الأهلية، فرت مايو إلى البرتغال، حيث استقبلتها جابرييلا ميسترال، التي كانت حينها سفيرة تشيلي هناك. وقد دُمّرت جميع أعمالها الخزفية التي أبدعتها في تلك الفترة خلال الحرب. بعد فترة وجيزة، ساعدتها صديقتها جابرييلا ميسترال في الانتقال إلى بوينس آيرس، بعدما تلقت دعوة من جمعية أصدقاء الفن لإلقاء سلسلة من المحاضرات حول الموضوع الشعبي في الفنون التشكيلية الإسبانية، والتطور التاريخي للشكل في الفنون التشكيلية، وذلك في كل من مونتيفيديو وبوينس آيرس، لتبدأ بذلك مسيرتها في المنفى.

##### المنفى
في الأرجنتين، حظيت ماروخا مايو باعتراف سريع، حيث تعاونت مع مجلة سور(Sur) الطليعية التي كانت تديرها فيكتوريا أوكامبو، والتي كان يشارك فيها أيضًا خورخي لويس بورخيس. كرست وقتها للسفر بين الأوروجواي وبوينس آيرس، إلى جانب التصميم والرسم. كما أقامت معارض في باريس، البرازيل، ونيويورك.
واصلت النهج الذي بدأته مع مفاجأة القمح من خلال أعمال مثل الهندسة البشرية، نشيد السنابل، ورسالة البحر. رسمت السلسلة البحرية، التي تميزت بانسجامها القمري بألوان الفضة والرمادي. كما تأثرت بالشمس في هذه الفترة، مما انعكس في السلسلة الأرضية، التي اتسمت بألوان ترابية وذهبية. أما في سلسلة الأقنعة، فقد استوحت مايو أعمالها من الطقوس التوفيقية في القارة الأمريكية.
التقت بصديقها ألفونسو رييس، الذي كان سفير المكسيك في الأرجنتين، وبقيت على اتصال به حتى عام 1938، عندما عاد إلى بلاده. وفي 2 أغسطس 1938، تم عرض الكانتاتا على قبر فيديريكو جارثيا لوركا، التي كتبها رييس ولحنها خايمي باهيسا، فيما تولت مالو إعداد الديكور الخاص بها. في نفس العام، نشرت مجلة سور محاضرتها الطابع الشعبي في الفنون التشكيلية الإسبانية من خلال أعمالي، والتي صدرت لاحقًا ككتاب عام 1939 عن دار نشر لوسادا.
في عام 1939، سافرت إلى سانتياجو دي تشيلي، حيث ألقت سلسلة من المحاضرات، واستغلت إقامتها هناك لزيارة فالبارايسو وشواطئ تشيلي. ويحتفظ متحف الرسم والتوضيح في بوينس آيرس بعملين لها من تلك الفترة، يتمثلان في لوحات تيمبرا على الورق تصور كائنات نصفها حقيقي ونصفها خيالي. بدأت في تلك الفترة برسم بورتريهات للنساء بأسلوب أصبح لاحقًا مقدمة لفن البوب الأميركي.
في عام 1940، عادت إلى مونتيفيديو وزارت شواطئ المحيط الأطلسي مثل بونتا ديل إستي وبونتا بالينا. وفي عام 1942، صدر كتاب ماروخا مالو، متضمنًا نصًا تمهيديًا للكاتب رامون جوميث دي لا سيرنا، بالإضافة إلى مقتطفات من كتابات الفنانة.
في عام 1945، سافرت إلى تشيلي وانتقلت إلى مدينة فينيا ديل مار ثم إلى جزيرة الفصح برفقة صديقها بابلو نيرودا، بحثًا عن الإلهام لإنجاز لوحة جدارية لأحد دور السينما في بوينس آيرس، والتي تم افتتاحها في أكتوبر من نفس العام. وفي 11 أكتوبر 1948، أقامت معرضًا في جاليري كارول كارستايرز في نيويورك.
غادرت مايو الأرجنتين عام 1949 وانتقلت للعيش في نيويورك. وفي مارس 1950، عرضت أعمالها في جاليري سيلفاني في باريس، ثم في جاليري بونينو في بوينس آيرس عام 1959. بعد 25 عامًا من المنفى، عادت أخيرًا إلى إسبانيا عام 1962.

###### العودة إلى إسبانيا
استقرت ماروخا مايو في مدريد، حيث أقامت في شهر أكتوبر معرضًا في جاليري ميديترانيو. استأنفت رسم الرسوم التوضيحية لمجلة ريبيستا دي أوكثيدينتي(Revista de Occidente)، وشاركت في عدة معارض حول الرسم الإسباني. كما عادت لتكون شخصية بارزة في الحوارات الثقافية والمنتديات الفكرية آنذاك.
في عام 1979، أقيم لها معرض استعادي عرضت فيه لوحات من سلسلتها الفنية الأخيرة سكان الفراغ.
توفيت ماروخا مايو في مدريد في 6 فبراير 1995 عن عمر يناهز 93 عامًا.

## اقتباسات عن ماروخا مايو
فيديريكو جارثيا لوركا:
"ماروخا مايو، بين الاحتفال والفزاعة، كل جمال العالم يمكن أن يدخل في العين. لوحاتها هي الأكثر إبداعًا وعاطفةً وحسيةً مما رأيت."
بول إيلوار:
"الإبداعات الغريبة لماروخا مايو، من بين الأهم في الرسم المعاصر، هي كشف شعري وبصري أصيل. سلسلتا «المجارير» و«الأبراج» هما من الأعمال الرائدة في الرؤية التشكيلية غير الرسمية."
أنطونيو إسبينا، لا جاثيتا ليتِراريا (1 يونيو 1928):
"لقد استحقت أعمال ماروخا مالو الدعم من مجلة الغرب. واستحقته، قبل كل شيء، لجودة موهبتها الفائقة، ولما تتمتع به من عمق نفسي، بغض النظر عن المظاهر التشكيلية التي تعبر فيها عن قدراتها، لأن ما يهم حقًا فيها، كما هو الحال مع أي فنان حديث، هو العبقرية الخالصة. مستوى العبقرية الخالصة. ما لديها من جديد لتقوله لنا، أكثر من الطريقة التي تقوله بها. وماروخا مالو لديها أولًا الموهبة، ثم ترسم."
رافائيل ألبرتي، صعود ماروخا مايو إلى العالم السفلي، لا جاثيتا ليتِراريا (1929):
"أنتي،
أنتي التي تنزل إلى المجارير حيث تصبح الأزهار، أكثر من مجرد أزهار، مجرد بصاق حزين بلا أحلام،
وتموت في المصارف التي تصب في الاحتفالات المهجورة
لتبعث من جديد على حافة حجر مقضوم من فطر راكد،
أخبريني لماذا تفسد الأمطار الأوراق والخشب.
وضحي لي هذا الشك الذي يساورني حول المناظر الطبيعية.
أيقظيني."

## أعمال ماروخا مايو
- المهرجان الشعبي (La verbena) – 1927
- المهرجان (La kermesse) – 1928
- الأثر (La huella) – 1929
- كهف الأحافير (Antro de fósiles) – 1930
- الأرض والبراز (Tierra y excrementos) – 1932
- مفاجأة القمح (Sorpresa del trigo) – 1936
- أشكال (Figuras) – 1937
- نشيد السنابل (Canto de las espigas) – 1939
- رأس امرأة (Cabeza de mujer) – 1941
- الأقنعة (Máscaras) – 1942
- سلسلة الطبيعة الحية (Serie Las naturalezas vivas) – 1940
- عنقود العنب (El racimo de uvas) – 1944
- الذهب (Oro) – 1951
- أجول (Agol) – 1969
- الجيو-رائد (Geonauta) – 1975
- سيلفاترو (Selvatro) – 1979
- كونكورد (Concorde) – 1979
- قناع ثلاثة-عشرون (Máscara tres-veinte) – 1979
- أيراجو (Airagu) – 1979
- بهلوانات الماكرو والميكروكوزموس (Acróbatas macro y microcosmos) – 1981
- بهلوانات (Acróbatas) – 1981
- الأوليات (Protozaorios) – 1981
- بونثيو (Panteo) – 1982
- بهلوان (Acróbata) – 1982
- المخطط الأولي (Protoesquema) – 1982
- الأعراق (Razas) – 1982
- مسافرون عبر الأثير (Viajeros del éter) _ 1982